# Koningsdag 2023

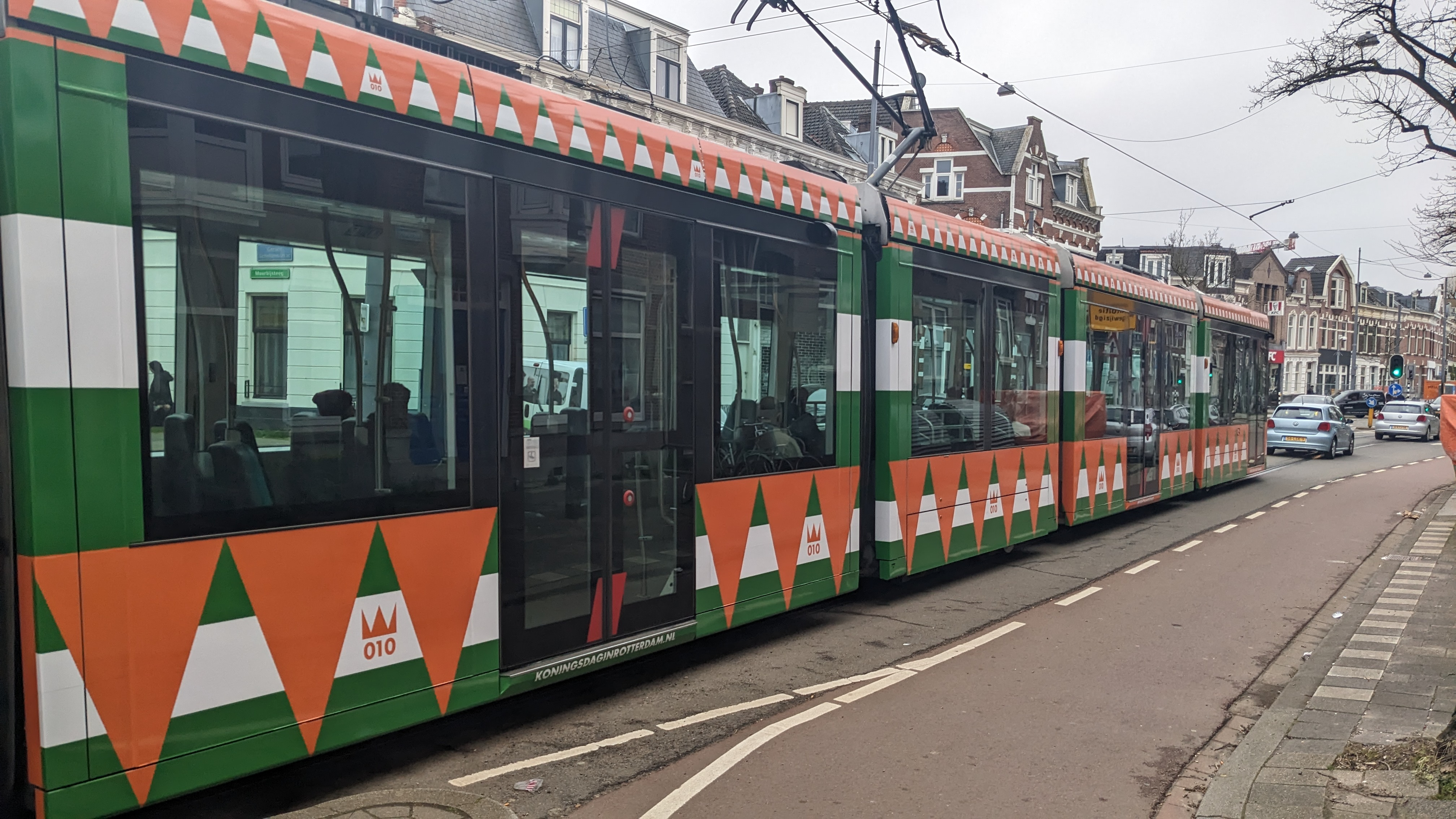
Versierde tram in Rotterdam, ter ere van de feestdag

Koningsdag 2023 (27 april 2023) was in het Koninkrijk der Nederlanden de dag waarop koning Willem-Alexander zijn 56e verjaardag vierde. Deze editie van de feestdag stond tevens in het teken van het tienjarige ambtsjubileum van Willem-Alexander, hoewel de werkelijke datum daarvan 30 april is. De Nederlandse koninklijke familie heeft op deze dag een bezoek afgelegd aan Rotterdam. Prinses Alexia was er niet bij vanwege examens. De prinses woonde ten tijde van Koningsdag 2023 in Wales waar ze naar de middelbare school ging.

## Bezoeken koninklijke familie

### Koningsdagconcert
Het Koningsdagconcert vond dit jaar plaats op 19 april in Rotterdam Ahoy. Dit concert werd, naast Willem-Alexander en koningin Máxima, ook bijgewoond door de prinsessen Amalia en Ariane en ook door diverse andere leden van de koninklijke familie. Bij het concert vonden optredens plaats van onder andere Davina Michelle, Winne, Gerard Cox en het Rotterdams Philharmonisch Orkest.

### Bezoek aan Rotterdam op Koningsdag
Op Koningsdag zelf bracht de jarige koning Willem-Alexander een bezoek aan Rotterdam. Hij vierde daar tevens zijn tienjarig koningschap. De koning werd deze dag vergezeld door koningin Máxima, de prinsessen Amalia en Ariane, de prinsen Constantijn, Maurits, Bernhard en Pieter-Christiaan en hun echtgenotes. Burgemeester Ahmed Aboutaleb van Rotterdam en commissaris van de Koning Jaap Smit ontvingen de koninklijke gasten, die per koninklijke bus zijn gearriveerd, om 11:00 uur op het Afrikaanderplein in Rotterdam-Zuid. Ook was er een rol voor kinderburgemeester Louey Zerourou. Ze begeleidden de familie op een wandeling door de stad. 
Op het Afrikaanderplein klonk een massaal Lang zal hij leven toen de koning werd toegezongen door een gelegenheidskoor bestaande uit leden van verschillende koren uit de stad. Ook was er een digitale ontmoeting met de kinderen uit het Sophia Kinderziekenhuis die met behulp van ‘de Klasgenoot van het Mooiste Contact Fonds’ het feest toch van heel dichtbij mee konden maken. Via de Pretorialaan wandelde de koninklijke familie naar de Maashaven. In de Pretorialaan was er een swingend spektakel. Verschillende culturen en nationaliteiten smolten samen in een mix van Surinaamse kotomisi’s, Hindoestaanse dansers, Marokkaanse folkloristische percussionisten buikdans en salsa. Na het straatfeest wachtte een festivalterras vol ontmoetingen. Aan statafels maakte het koninklijke gezelschap kennis met weerbare en veerkrachtige Rotterdammers. Ieder met een eigen verhaal. Het koninklijke gezelschap werd daarna getrakteerd op acrobatische trucs van onder andere leerlingen van Circus Rotjeknor en de twintig acrobaten van het internationaal vermaarde gezelschap Compagnie XY. 
Iets verderop wachtte de wereldberoemde straatvoetballer Soufiane Touzani samen met talenten van FC Straat het koninklijke gezelschap op. Zij lieten hun kunsten zien op een straatvoetbalveld op het kruispunt van de Maashaven. De van oorsprong Surinaamse zangeres Glenda Peters zorgde voor de afsluiting van het zuidelijke bezoek en deed het gezelschap uitgeleide met het lied: Rotterdam, een ode aan de stad waar zij haar nieuwe thuis vond. Daarna stapte de koninklijke familie op een watertaxi en staken de Nieuwe Maas over naar de Leuvehaven. De route over water voerde onder meer langs het SS Rotterdam, het voormalige vlaggenschip van de Holland-Amerika Lijn. Ook vaarden ze langs Hotel New York, de Wilhelminapier en onder de Erasmusbrug door. 
In de Leuvehaven aangekomen stapte de koninklijke familie van boord en wandelde via de Blaak richting de Laurenskerk. Dit deel van de route begon bij het herinneringsmonument De verwoeste stad van de Franse beeldend kunstenaar Ossip Zadkine. Het beeld vormt het decor voor de voordracht van spoken word artiesten Ivan Words en Tyler Koudijzer, begeleidt door het Marinierskapel der Koninklijke Marine en dans van het Scapino Ballet. De wandeling voerde verder richting de Blaak dat toepasselijk werd omgetoverd tot een ‘Happy Street’. De overbekende klanken van discoklassieker I Will Survive waren hier te horen, uitgevoerd door de Hermes House Band. 
Op de Blaak stond naast muziek ook sport centraal. Onder andere beatboxers, straatbasketballers en jeugdspelers van de drie Rotterdamse clubs Feyenoord, Sparta en Excelsior lieten daar hun kunsten zien. Ook waren er demonstraties van de jonge Amira Tahri, wereldkampioen kickboksen, free runner Onur Eren en wereldkampioenen breaking Menno van Gorp en India Sardjoe. De route ging vervolgens via de Ds. Jan Scharpstraat door de Markthal. Via de uitgang kwam het gezelschap op de Binnenrotte terecht waar het Koningsdag Festival was. Op het podium nam de koninklijke familie rond ongeveer 13:00 afscheid van het Rotterdamse publiek, waarna het feest nog doorging tot 17:00.